# Kneževina Nitra
Kneževina Nitra ali Nitranska kneževina (slovaško Nitrianske kniežatstvo, madžarsko Nyitrai Fejedelemség) je bila slovanska kneževina večinoma na ozemlju današnje Slovaške, delno pa tudi na Češkem, Poljskem in Madžarskem. Obstajala je od 7. oziroma 8. stoletja do začetka 12. stoletja sprva kot samostojna slovanska kneževina, kasneje pa v sklopu ogrskega kraljestva. Sedež kneza je bilo istoimensko mesto Nitra.
Kneževina Nitra je poleg Samovskega cesarstva najstarejša znana državna enota Slovakov oziroma njihovih prednikov.
Kneževina je nastala okoli konca 8. stoletja ali pa morda že prej. V času vladavine Pribine v začetku 9. stoletja je bila državta politično neodvisna od Frankovskega cesarstva. Po priključitvi Moravski kneževini okoli leta 833 je postala upravna kneževina Velikomoravske. Nekaj let po bitki pri Bratislavi leta 907 je Nitra prišla pod oblast Ogrov oz. nastajajoče ogrske države, v kateri je postala deželna kneževina ali vojvodina, medtem ko je v obdobju med letoma 1001 in 1029 ozemlje kneževine začasno pripadlo Poljski. Od leta 1048 je regionalna kneževina Nitra tvorila enotno enoto s sosednjim Biharjem, ki je predstavljala tretjino kraljestva.
Kneževina Nitra je izginila med leti 1108 in 1110.

## Terminologija
Široko sprejeto pojmovanje je razumevanje vseh kneževin s sedežem v Nitri kot nadaljevanje ene kneževine in s tem tudi skupno imenovanje kneževina Nitra.
Mnogi avtorji z izrazom Nitranska kneževina (tudi Slovaška kneževina in Pribinova kneževina) označujejo zgolj predvelikomoravsko in velikomoravsko kneževino, redko tudi staroogrsko kneževina do okoli leta 955 oziroma 970, medtem ko se staroogrska/madžarska tvorba imenuje Nitransko okrajno vojvodstvo (tudi Nitranska županija, Nitranska županijska kneževina lat. Ducatus ). Za obdobje od leta 1048 naprej nekateri avtorji vključujejo v izraz Nitranska (regionalna) vojvodina ali kneževina tudi Bihar.
Ime Mejna vojvodina (tudi Nitranska mejna vojvodina) se največkrat uporablja kot sinonim za t.i. tretjina kraljestva (lat. tercia pars regni ; tj. entiteta, ki je nastala leta 1048 in je bila sestavljena iz nekdanje regije Nitre in regije Bihar), vendar nekateri avtorji uporabljajo to ime le kot sinonim za ime Nitranskega regionalnega vojvodstva.
Ime Nitransko se uporablja kot splošna geografska oznaka (po letu 1048 praviloma brez Biharske) za celotno obdobje od 7./8. stoletja do leta 1108 oz. 1110.
Razlikovanje med imeni kneževina in vojvodstvo ne sme biti zgolj formalnost. R. Marsina trdi, da je knez suvereni vladar, vojvoda pa vlada po kraljevi volji, zato se za ogrsko obdobje govori o Nitranski (županiji) vojvodini in ne Nitranski kneževini.
J. Steinhübel predpostavlja nastanek Nitre že v času slovanskega protiavarskega upora, to je po letu 623.
Poleg izraza Nitransko uporablja tudi ime Nitrava za obdobje do približno leta 907 (analogija z imenom Morava) (ime Nitrava se je takrat uporabljalo tudi za reko, ki teče skozi mesto Nitra in grad/sedež Nitra).
Za obdobje druge polovice 10. stoletja in nato do okoli leta 1029 domneva, da je bilo Nitransko (Nitranska kneževina) razdeljeno na 4 manjše kneževine: Nitransko v ožjem pomenu (t. i. malo nitrijsko, nahajala se je med Moravsko, Donavo in Hronom), kneževina Váh (današnja severozahodna Slovaška), kneževina Hont (med Vacovom in Nizkimi Tatrami) in kneževino Boršod (ostalo ozemlje na vzhodu).

## Zgodovinski razvoj

### Predvelikomoravska doba
Ni popolnoma jasno, kdaj natanko je bila ustanovljena Nitranska kneževina, domneva pa se, da je neka državna entiteta nastala že med protiavarskim uporom Slovanov, ko so podobne kneževine nastale tudi na Koroškem in v Panoniji (Karantanija in Karniola). Kasneje je ozemlje zahodne Slovaške in Moravske postalo del nadplemenske Samove države, ki pa je po Samovi smrti leta 658 razpadla. Avarski kaganat je ob koncu 7. stoletja ponovno prodrl onstran Donave v današnje avstrijske dežele. Kot odgovor na njegovo širitev so moravski Slovani zgradili več utrdb v mejnih območjih kaganata (Mikulčice, Pohansko), razvoj pa je doživelo tudi Nitransko območje, kjer so odkrili deloma mlajše utrdbe. Sama Nitra (brez Moravske) ni bila neposredno pod nadzorom Avarov, saj so velike avarske naselbine obstajale v Komarnem in Devinu. Ker so bili Avari večinoma nomadi, njihova oblast ni segala v gore.
Po propadu avarske oblasti v 9. stoletju je bil ustvarjen predpogoj za nastanek bolj integriranih in samostojnih slovanskih držav. Znani viri donavske Slovane na splošno označujejo samo kot Slovane. Leta 822 se omenjajo Moravci, ki so sodelovali na cesarskem zboru. Nitra, ki se je nahajala dlje od Frankovskega cesarstva, ni imela močnih stikov z zahodom, zato ni podatkov o Nitrancih kot ločeno poimenovanem plemenu iz dokumentov tega obdobja, po letu 833 pa razlikovanje med Moravci in Nitrancini imelo smisla. Bavarski geograf iz 9. stoletja omenja dve različni moravski plemeni, Marharii in Merehanos, ter njune gradove, vendar se teorije o njihovem pomenu razlikujejo.

Prve omembe Nitranske države in kneza Pribine so povezane s pokristjanjevanjem. Leta 828, verjetno kot posledica bolgarske ekspanzije v Panonijo, so bili vzpostavljeni prvi uradni stiki med Nitro in Franki. Nitro je obiskal salzburški nadškof Adalram in posvetil prvo krščansko cerkev v sicer poganski deželi. Verjetno je služil Pribinovi krščanski ženi, ki je izhajala iz bavarske družine Wilhelmov. Cerkev je bila verjetno posvečena bavarskemu svetniku Emeramu, ki je bil blizu družini Pribinove žene in kasneje Pribinovega sina Kocelja.
"Nadškof Adalram mu je nekoč posvetil cerkev onkraj Donave v kraju, imenovanem Nitrava." (Conversio)
Nitra je bila do leta 833 poganska. Čeprav knez Pribina ni bil nenaklonjen krščanstvo in ga je pozneje tudi sprejel, se je zavedal tudi, da bi lahko bil prehod v novo vero problematičen. Še pred osvojitvijo Nitre leta 833 se mu je rodil sin Kocelj, ki ga je dal tudi krstiti. Leta 831 je sosednja Moravska sprejela kščanstvo. Starejši zgodovinarji so domnevali povezanost obeh kneževin in nitransko podrejenost Moravski, vendar obstaja več nasprotujočih dejstev kot je npr. različna pripadnost bavarskim škofijam, Moravska Passauu, Nitra Salzburgu.

O moravsko-nitranski vojni ni veliko podatkov, gotovo pa je, da so Moravci izkoristili razmere v Frankovskem cesarstvu, v katerem je divjala državljanska vojna med Ludvikom Pobožnim in njegovimi sinovi, saj se zato Franki niso mogli zanimati za tuja dogajanja na vzhodu. Kneževina Moravska, ki je zelo verjetno nastala prej, je bila tudi bolje organizirana in stabilnejša, kar dokazuje tudi dejstvo, da je sprejela krščanstvo pred Nitro. Leta 833 so bolje organizirani Moravci v kratki ofenzivni vojni hitro zasedli Nitro in izgnali Pribino.
»Med tem časom je prišel neki Pribina, ki ga je Mojmir, knez Moravcev, pregnal čez Donavo k Ratbodu...« ( Conversio )

### Velikomoravsko obdobje
Od leta 833 se je v Nitri začelo misijonsko delovanje bavarskih duhovnikov iz Passaua. Na ozemlju zahodne Slovaške so začele nastajati nove cerkve. Med najstarejšimi je bila cerkev Najsvetejšega Odrešenika (nekateri viri zmotno govorijo o sv. Salvatorju) na ozemlju današnje Bratislave. Hkrati z misijonarsko dejavnostjo je Velikomoravska prišla tudi pod oblast Frankov oziroma Bavarcev. Mojmir I. je proti koncu svojega vladanja to poskušal preprečiti, vendar je Ludvik Nemški kneza odstavil in na njegovo mesto postavil Rastislava. S tem je bila zapečatena tudi usoda Nitre, ki je Ludvik ni vrnil Pribinu, ampak jo je obdržal kot del Moravske. Novi knez Rastislav je sprva s Franki vodil miroljubno politiko, a je sčasoma situacija prerasla v več spopadov.
V času Rastislavove vladavine je v Nitri vladal Svetopolk I. Njegov položaj je bil razmeroma močan, saj je v sočasnih dokumentih pogosto omenjen kot vladar hkrati z Rastislavom oz. kmalu za njim, kar pomeni, da ni šlo le za majhno nepomembno kneževino ali posest velikomoravskega vazala, temveč za pomembno središče moči na Velikomoravskem. Med Svetopolkovo vladavino je nastal tudi nitranski grad, ki je dobil novo delno kamnito utrdbo. Druga naselja so bila v Bratislavi (Preslavi), Devinu, Mužlu, Molpírju, Vyšehradu, Pobedimu, Ducovu, Bojnáju, Tekovu, Čingovu ali Ostri skali na Oravi in mnogih drugih. Velikomoravski gradovi so bili pomembna središča življenja in trgovine v državi. V njih so bili grajski gospodje (grofi) in nadžupniki (duhovniki), ki so sestavljali izvršilno oblast. Njihova podaljšana roka je bilo grajsko spremstvo tj. vojaki, ki so bili vezani na posamezne gradove.
Po burnem Svetopolkovem nastopu na prestol se je Velikomoravska država okrepila in krščanstvo se je širilo dalje, tokrat predvsem po zaslugi poslanstva sv. Cirila in Metoda, ki sta leta 863 prišla na Velikomoravsko. Misijonska dejavnost ni izpustila niti Nitre, ki je od leta 880 postala sedež škofa. Prvi škof v Nitri je postal švabski benediktinec Vihing, zagreti nasprotnik nadškofa Metoda in slovanskega bogoslužja. Z ustanovitvijo škofije je povezana tudi ustanovitev Zoborskega benediktinskega samostana sv. Hipolita. V tem obdobju se je tudi prvotno ime Nitrava postopoma skrajšalo v Nitra.
Med vladavino Svetopolka avtonomni podrejeni knez ni prebival v Nitri. Po Svetopolkovi smrti je bil vzpostavljen nekakšen dualizem oblasti z razdelitvijo posestev med sinove. Svetopolk II. je okoli leta 898 vstal proti svojemu bratu Mojmirju II., vendar ga je brat kljub podpori Frankovskega cesarstva (mejni grof Aribo) premagal in zaprl. Čeprav so Bavarci Svetopolka osvobodili, se pozneje ni več vrnil v Nitro. Po letu 907 poročila o Velikomoravski izginejo podobno kot Nitra. V 10. stoletju so v Panonsko nižino začela prodirati madžarska plemena, ki so prodrla tudi na ozemlje Nitranske pokrajine, ki je okoli leta 920 prišla pod njihovo oblast.

### Nitra v Ogrskem kraljestvu
Po propadu Velikomoravske v 10. stoletju so Sasi poskušali vzpostaviti nadzor nad Povltavjem. Slovanska plemena so se na saško ekspanzijo odzvala tako, da so sklenila zavezništvo z madžarskimi plemeni, naseljenimi v Potisiju. Z njihovo podporo so začeli napadati in pleniti nemške dežele. Ko pa je Henrik I. Nemški postal kralj, je velika koalicija razpadla, Madžari, ki niso bili več vezani na zavezništvo, pa so začeli prodirati na slovanska ozemlja, v bližino Nitre in Moravske. Od leta 920 je bila regija Nitra, oziroma vsaj njen nižinski in hriboviti del, v podložnosti Madžarov. O tem pričajo predvsem arheološke najdbe. Prvi knez je bil verjetno Taš, po njegovi smrti pa njegov sin Lél.
Madžari, ki so se naselili v Karpatski kotlini, so v prvi polovici stoletja plenili evropske države na zahodu in jugu. Vojskovalna politika se je končala šele s hudim porazom pri reki Lech leta 955. V tej bitki je padla večina madžarske vojaške aristokracije, Lél pa je bil po bitki tudi usmrčen. Oblast je kasneje pridobila družina Arpád, ki se pohoda ni udeležila.
V tem obdobju je bila Nitra razdeljena na štiri majhne kneževine - Nitra, Váh, Hont in Boršod. Po Lélovi smrti je bila dežela decentralizirana, severni Váh pa je skupaj s Krakovom začasno zasedel češki knez Boleslav. Podobno je imel od leta 955 češki knez oblast tudi nad delom »majhne Nitranske kneževine/province«.
Po bitki na Leškem polju je vrhovno oblast v Madžarski zvezi prevzel Taksony. Njegova dediča sta bila Géza in Mihael. Medtem ko je Géza postal veliki vojvoda, se je Mihael moral zadovoljiti z Nitro. Leta 972 je prišlo do krsta Madžarov. K pokristjanjenju je verjetno pripomoglo prejšnje, že pokrščeno prebivalstvo Velikomoravske, o čemer pričajo nekatera krščanska slovanska imena v madžarščini, ali pa vztrajanje zavetništva sv. Emerama.
Potem ko so Poljaki v času vladavine Mješka I. okoli leta 990 pridobili Krakov, je bila Ogrski vrnjena tudi provinca Váh. Pod vladavino Mihaela I. je bila prvotna regija Nitra, sestavljena iz štirih delov, ponovno združena. Regija Nitra je kasneje postala delež in skupaj z Biharjem oblikovala t.i tertia pars regni – tretjino Ogrske, ki so jo pridobili madžarski pretendenti. Ko je Gézin sin Štefan (Vajk) odrasel, je Géza umoril njegovega brata Mihaela in njegovo ozemlje dal sinu. Štefana je tudi razglasil za svojega dediča. Ko je Géza umrl in je oblast prevzel Štefan, je proti Štefanu izbruhnila vstaja glavarja Koppányja, ki je imela legitimno-verski značaj. Štefan, ki je tedaj vladal v Nitri s pomočjo rodbine Hont-Pázmány, upraviteljev manjših provinc v Nitri, je upor zadušil.
Čeprav je Géza odstavil svojega brata Mihaela, sta njegova otroka Vazul in Ladislav uspela pobegniti na Poljsko k sorodniku Boleslavu Hrabremu. Okoli leta 1001 mu je uspelo Nitro priključiti poljski državi in Ladislava postaviti na nitranski prestol. Ladislava je po njegovi smrti nasledil njegov poganski brat Vazul, a po smrti Boleslava Hrabrega leta 1029 je Štefan od Mješka II. ponovno osvojil Nitro in ujel Vazula ter ga dal oslepiti. Nitro je do svoje smrti osvojil kralj Emerik. V tem času je verjetno izginila tudi prvotna struktura kneževine, razdelitev na majhne provincialne kneževine in Nitra je razdelil na 9 komitatov. Otroci Vazula in Ladislava so se tako kot njihova očeta rešili z begom v tujino.
Po smrti Štefana I. se je na Ogrskem razplamtel boj za prestol med Sámuelom Abom in Petrom Orseolom, ki so ga podpirali tudi Nemci in Čehi. Med nemško invazijo leta 1042 je bila zasedena tudi Nitra in na njen prestol je bil postavljen sin Ladislava Plešastega Domoslav (tudi Bonuslav), ki pa je bil nato izgnan iz Nitre. Po padcu Aba leta 1046 so se razmere spremenile in oblast na Ogrskem so prevzeli Vazulovi sinovi Levente, Andrej in Béla. V Nitri je bila oblast Domoslava obnovljena, vendar ga je po njegovi smrti leta 1048 zamenjal Béla, saj je bil Levente že mrtev. Samostan na Zoboru je v tem obdobju povezan tudi s likoma domačih svetnikov puščavnikov – Benedikta in njegovega učitelja Svorada (Andreja).
Béla je Nitro pridobil zahvaljujoč dejstvu, da ga je Andrej postavil za svojega dediča, saj sam ni imel otrok. Težave so nastopile po rojstvu Andrejevega sina Salomona leta 1053, Béli pa je bilo pretendentstvo odklonjeno, sploh po rojstvu Andrejevega drugega sina Davida. Odnos med monarhom in knezom je bil sprva dober: oba sta se borila na isti strani proti Nemcem in Čehom, Nitra pa je uspevala. Nitra je rasla in pridobivala nove utrdbe, Béla pa je celo koval kakovostnejše kovance kot Andrej. Razmere so se spremenile, ko je Andrej okoli leta 1059 ohromel in dal svojega sina Salomona okronati za kralja. Béla je pred morebitnim preganjanjem pobegnil na Poljsko, kjer se je pripravljal na vojno, ki jo je kljub Andrejevemu zavezništvu z Nemci v bitki pri Tisi na koncu tudi dobil.
Béla I. ni vladal dolgo in po njegovi smrti leta 1063 so se znova razplamteli boji. Medtem ko je Salomon osvojil krono po zaslugi Nemcev, sta Bélin sin Géza in Ladislav osvojila Nitro in Bihar po zaslugi Poljakov. V času Gézinega življenja so nastale tudi kanonizirane legende o Zoborskih svetnikih. Géza je tako kot njegov oče precej samostojno vladal Nitri, saj je koval je svoj denar. Odnosi med Gézo in Salomonom pa so bili problematični, kar se je najbolj pokazalo med pohodi proti Pečenegom in Bizantinskemu cesarstvu. Nazadnje sta se zahvaljujoč prepričevanju svojih svetovalcev uprla drug proti drugemu. Po dolgih bojih je Géza z moravsko pomočjo zmagal in po bitki pri Mogyoródu leta 1074 osvojil kraljevo krono. Gézin brat Ladislav je osvojil Nitro, najmlajši brat Lampert, ki je medtem odrasel, pa Bihar. Potem ko je Ladislav postal kralj, se je posest spet »premaknila« in oblast v manjši biharski regiji je prevzel kraljev bratranec David.

Po njuni smrti je oblast v žrebu in dedni položaj prevzel Arpádovec Álmoš, sin kralja Géze. Zapustil je Oradeo, kjer je bil škof, in pobegnil na Poljsko. Po Ladislavovi smrti se je Almoš odpovedal kroni v korist svojega brata, v zameno pa je prevzel upravo Nitranske posesti. V zgodovinskih spisih najdemo omembo v Annales Posonienses o uporabi nitranskega diadema ob kronanju nitranskega vojvode Álmoša iz leta 1098, kjer je zapisano, da je bila na glavo kralja Kolomana položena krona, medtem ko je bil knez Álmoš kronan. z diademom.
Colomannus rex coronatur et frater eius Almus diadema induitur.— Annales Posonienes iz leta 1098
Leta 1096 so križarske čete 1. križarske vojne potovali skozi Ogrsko, medtem ko je nekaj skupin med potjo plenilo, nekaj pa jih je ogrska četa med prečkanjem razkropila. 12-tisočglavi odred, ki ga je vodil Folkmar iz Orléansa, je prišel konec aprila iz Porenja, na poti napadel praške Jude in prečkal Moravsko do Nitre, kjer je nitranska vojska deloma pobila in deloma ujela križarje: »Folkmarjevo ljudstvo, ki je korakalo po Češki, ko je bila blizu Nitre, gradu Panonije (aput Nitram, Pannonie civitatem), je deloma padlo od meča, deloma je padlo v ujetništvo.« Ján Steinhubel sklepa, da je nitransko vojsko vodil knez Álmoš.
Že leta 1105 pa so izbruhnila nesoglasja med Álmošem in Kolomanom, potem ko je Koloman svojega sina Štefana okronal za svojega sokralja. Álmoš je zato iskal podporo pri Nemcih, kamor se zaradi državljanske vojne ni podal, ter pri Poljakih, ki pa so po prihodu Kolomanovih čet sklenili mir s kraljem.
Álmošu je bila tako odvzeta oblast nad Nitransko kneževino, ki je tako dokončno izginila. Álmoš je leta 1108 poskušal ubiti svojega brata, a mu ni uspelo, kljub domnevni spravi in pokornosti kralju pa je Álmoš nadaljeval s spletkami proti kralju in pobegnil na nemško, kjer je prosil za pomoč cesarja Henrika V. Cesar je nato skupaj s češkim knezom Svetopolkom vdrli v Nitro, vendar brez uspeha. Nazadnje je Álmoša in njegovega sina Belo Koloman leta 1115 oslepil.

## Galerija
- Grad Nitra, sedež Kneževine Nitre
- Katedrala sv. Emerama v Nitri
- Cerkev sv. Margarete Antiohijske v Kopčanih iz 9. oziroma10. stoletja
- Cerkev v Dražovcah iz 11. stoletja
- Velikomoravsko najdišče Kostolec
- Rimski steber v Zoborskem samostanu
- Podoba kneza pribine na bankovcu za 100 kron iz leta 1940
- Spomenik kneza Pribine v Nitri
- Spomenik Svetopolka I. Velikomoravskega